# Carmen Alba Orduna
Carmen Alba Orduna, née le 29 juin 1967 à Pampelune, est une femme politique espagnole membre du Parti populaire (PP).
Elle est déléguée du gouvernement dans la communauté forale de Navarre entre janvier 2012 et juin 2018.

## Biographie

### Vie privée
Carmen Alba nait le 29 juin 1967 à Pampelune. Son père, Antonio Alba Rojas, est colonel d'infanterie de l'Armée de terre. Il est blessé à la tête lors d'un attentat d'ETA en mars 1987 à Pampelune.
Elle est mariée et mère de deux enfants.

### Formation et vie professionnelle
Étudiante de l'université de Navarre, elle est titulaire d'une licence en droit. Elle est spécialisée en pratique juridique. Elle exerce en tant qu'avocate de 1995 à 1997 puis travaille dans le privé de septembre 2003 à janvier 2012.

### Conseillère de Pampelune
Elle est élue conseillère municipale de Pampelune à l'occasion des élections municipales de 1991. Elle est chargée des Affaires juridiques pendant la durée de la mandature. Elle entre de nouveau au conseil municipal lorsqu'elle remplace Tomás Caballero assassiné par ETA. De 1998 à 2003, elle s'occupe du domaine de la Jeunesse et du Sport.
Elle réintègre le Parti populaire de Navarre à la refondation de celui-ci en 2008.

### Déléguée du gouvernement
Le 6 janvier 2012, elle est nommée déléguée du gouvernement dans la communauté forale de Navarre par le président du gouvernement Mariano Rajoy.